# Христо Чорбев
Христо Чорбев е български революционер, деец на Вътрешната македонска революционна организация.

## Биография
Христо Чорбев е роден в град Охрид, тогава в Османската империя, днес в Северна Македония. Преселва се в София, където участва в дейността на ВМРО. Назначен е за главен разузнавач за Охридска околия в разузнавателна организация на ВМРО, често пътува легално до родния си град и пише обширни доклади за положението на околията и състоянието на българщината. В доклада си от началото на 1927 година, озаглавен „Сръбски мерки за посърбяване на охридските българи“, пише:
| „ | ... Всеки българин от Македония с право може да се казва, че е македонец, обаче по народност, че е българин, защото едното име показва географическото място, дето той се е родил, а другото от коя народност е... | “ |